# Marit Paulsen
Marit Eli Paulsen (ur. 24 listopada 1939 w Oslo, zm. 25 lipca 2022 w m. Mora) – szwedzka pisarka, dziennikarka i polityk pochodzenia norweskiego, posłanka do Parlamentu Europejskiego V, VII i VIII kadencji.

## Życiorys
Urodziła się w Oslo w rodzinie Olava Björneruda i Marie z domu Becker. Na początku lat 60. zamieszkała w Szwecji. Pracowała w różnych przedsiębiorstwach rolnych, zaczęła prowadzić także własne gospodarstwo w środkowej Szwecji. Następnie w latach 1970–1972 kształciła się na uniwersytecie ludowym Brunnsviks folkhögskola.
W 1972 wydała swoją pierwszą powieść pt. Du, människa?. Największy sukces literacki odniosła autobiograficzną publikacją Liten Ida z 1979, opowiadającą o Norwegii czasów okupacji widzianej oczami małego dziecka. Powieść ta była podstawą scenariusza filmu pod takim samym tytułem z 1981. W 1981 wydała publikację Sju sorters blommor, a w 1984 książkę Natten är min egen, poświęconą życiu rolników. W kolejnym roku ukazała się książka Den stressade potatisen.
Przez wiele lat angażowała się w działania na rzecz ochrony środowiska i jakości żywności, publikując także w tej dziedzinie. W 1994 aktywnie brała udział w kampanii referendalnej, opowiadając się za akcesem Szwecji do struktur Unii Europejskiej. W 1998 przeszła ze Szwedzkiej Socjaldemokratycznej Partii Robotniczej do Ludowej Partii Liberałów. W latach 1999–2004 sprawowała mandat eurodeputowanej, m.in. zasiadała w Komisji ds. Środowiska Naturalnego, Zdrowia Publicznego i Ochrony Konsumentów. Do Parlamentu Europejskiego powróciła po pięcioletniej przerwie, kandydując w wyborach w 2009 jako liderka listy liberałów. W ciągu pięciu lat VII kadencji była wiceprzewodniczącą Komisji Rolnictwa i Rozwoju Wsi. W 2014 z powodzeniem ubiegała się o reelekcję. Z mandatu zrezygnowała jednak we wrześniu 2015.